# Psematismenos
Psematismenos (griechisch Ψεματισμένος, türkisch Yalancıköy) ist ein Ort im Bezirk Larnaka im Süden von Zypern. Im Jahr 2021 hatte der Ort 299 Einwohner. Im Ort liegt die Kapelle Agios Andronikos.

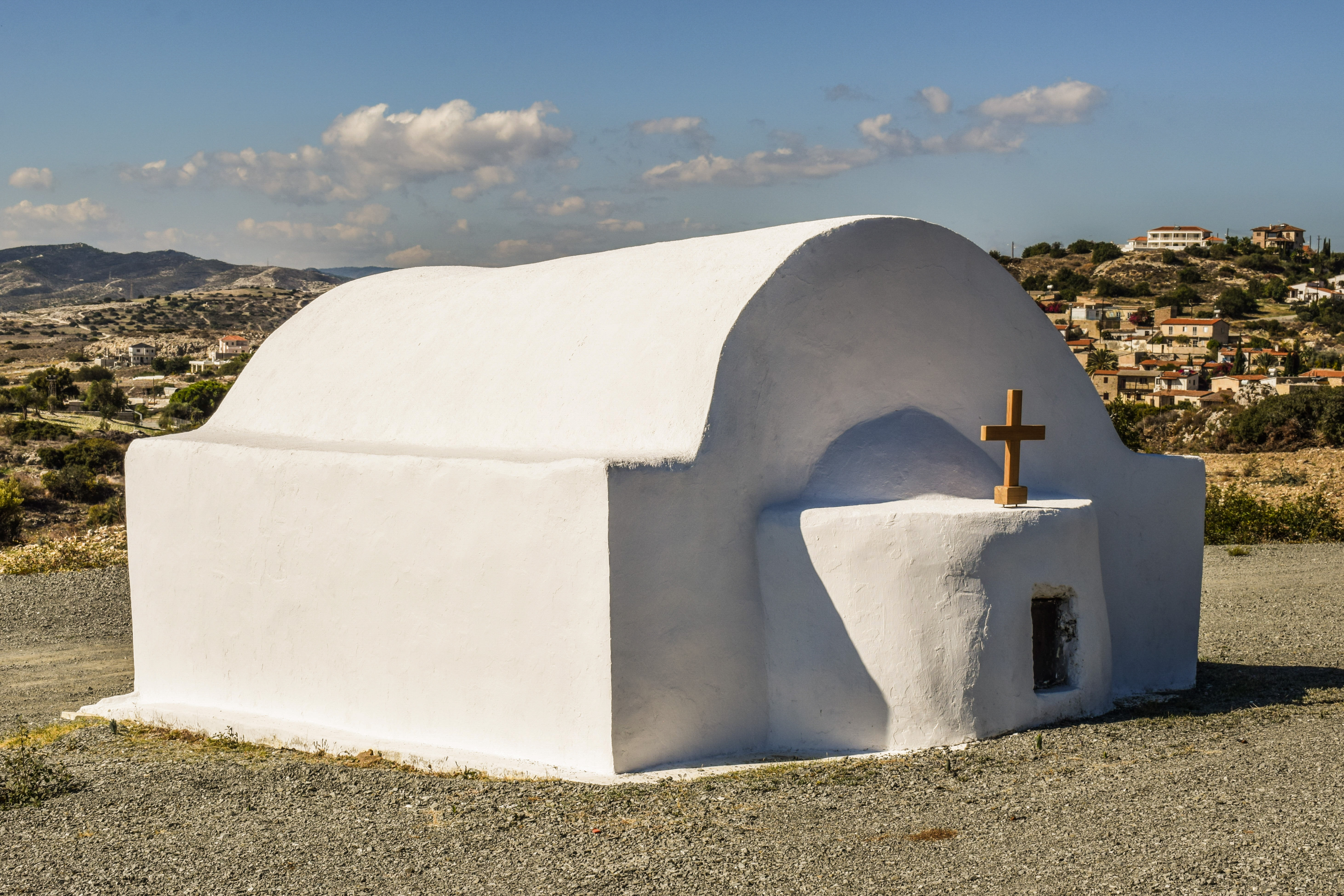
Kapelle Agios Andronikos in Psematismenos

## Lage

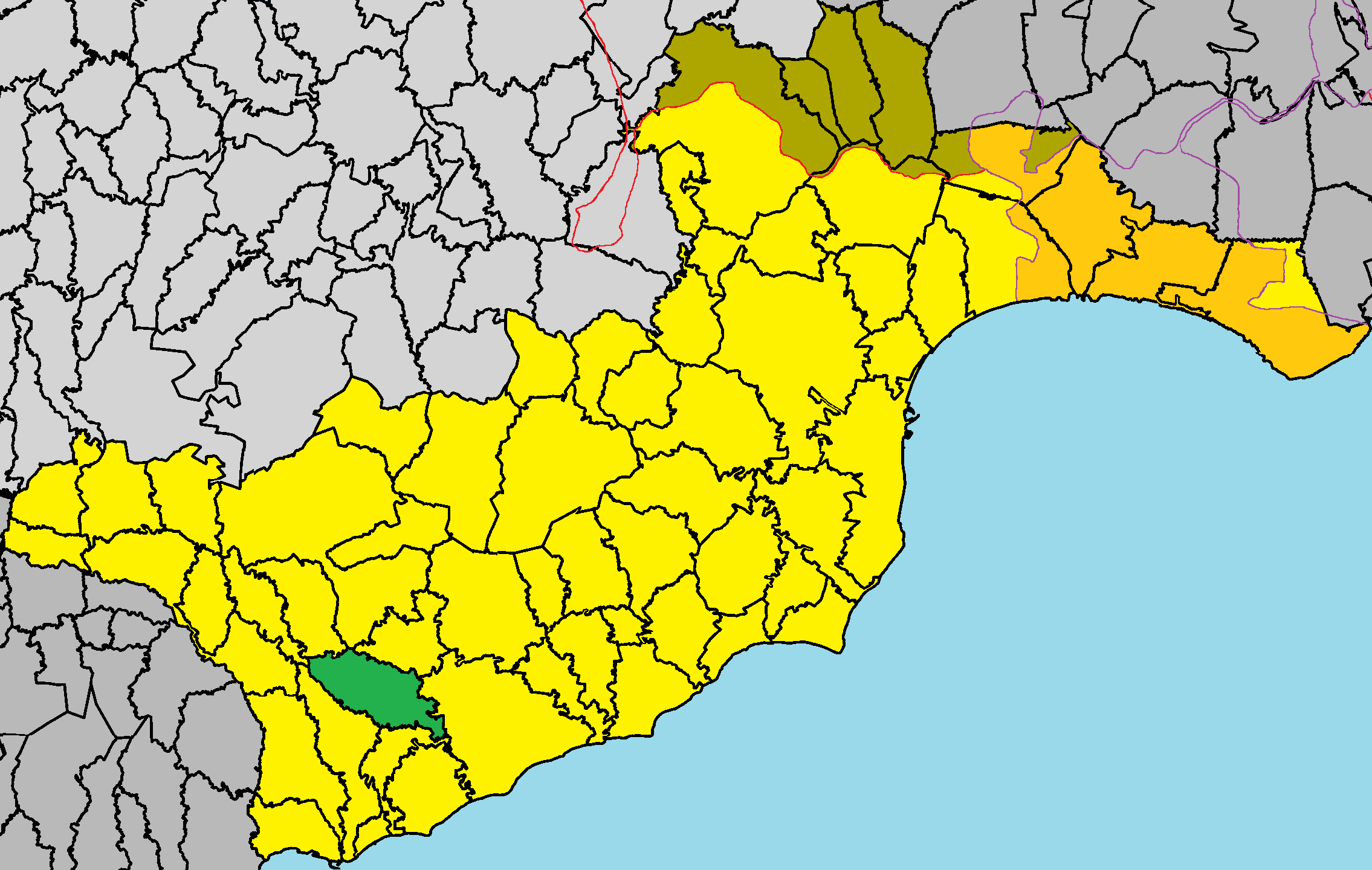
Lage der Gemeinde im Bezirk Larnaka

Der kleine Ort liegt im Süden der Insel, wenige Kilometer von der Küste entfernt, auf 110 m Höhe. Psematismenos ist etwa 45 km südlich der Hauptstadt Nikosia und etwa 30 km südwestlich von Larnaka gelegen. Das Dorf ist über die nördlich vorbeilaufende Autobahn 1 zu erreichen. Nachbarorte in der Umgebung sind Choirokoitia, Tochni, Zygi und Maroni.